# Jordan Taylor (giocatore di football americano)
Jordan Neel Taylor (Denison, 18 febbraio 1992) è un giocatore di football americano statunitense che milita nel ruolo di wide receiver per i Denver Broncos della National Football League (NFL). Fu ingaggiato dai Broncos nel 2015, dopo non essere stato scelto da nessuna squadra nel corso del draft. Al college giocò a football con i Rice Owls.

## Carriera professionistica
Taylor firmò con i Denver Broncos il 2 maggio 2015 dopo non essere stato scelto da nessuna squadra nel corso del draft. Passo tutta la sua prima annata con i Broncos nella squadra d'allenamento in veste di ricevitore dedicato al quarterback Peyton Manning, che stava recuperando un infortunio al piede che si era procurato nella stagione 2015.
La stagione di Taylor si concluse con la vittoria dei Denver Broncos del Super Bowl 50.
Nel 2016 Taylor fece il suo debutto nella squadra attiva, prendendo parte alla prima gara di stagione dell'8 settembre, contro i Carolina Panthers. La sua prima ricezione in carriera avvenne la settimana successiva, nella gara conto gli Indianapolis Colts mentre il suo primo touchdown su ricezione venne segnato nella gara contro i New Orleans Saints del 13 novembre 2016, i cui Taylors riuscì a prendere un passaggio da 14 iarde lanciatogli da Trevor Siemian.